# Alicja Eksztajn
Alicja Eksztajn znana również jako Ala Eksztajn (ur. 19 września 1951 w Łodzi) – polska piosenkarka.

## Życiorys
Jako piosenkarka była promowana przez Macieja Kossowskiego, który był kompozytorem wszystkich jej najpopularniejszych piosenek. W 1968 wylansowała utwór Mój płacz ukoi wiatr napisany do tekstu Bogdana Loebla, a później Nie wierz plotkom i W tak wielkim mieszkasz mieście. Piosenka Mój płacz ukoi wiatr została wydana na pocztówce dźwiękowej, a także kompilacji Discorama wydanej nakładem Pronit. Eksztajn współpracowała z zespołem Kanon Rytm z którym wystąpiła na Festiwalu Piosenki Polskiej w Opolu w 1969 i 1970.
W 2013 jej najpopularniejsze piosenki znalazły się na wydanej przez Polskie Nagrania płycie pt. Gwiazdy polskiego big beatu. Śpiewające dziewczyny. Część I.